# Château de Mayerling
Le château de Mayerling (en allemand Schloss Mayerling) est un ancien pavillon de chasse situé à Mayerling, village de la commune d'Alland, au sud-ouest de Vienne en Autriche. Un monastère de l'ordre du Carmel s'élève aujourd'hui à son emplacement. Le bâtiment fut témoin du drame de Mayerling, soit la mort dans des circonstances mystérieuses du prince-héritier Rodolphe d'Autriche et de la baronne Marie Vetsera le 30 janvier 1889.

## Histoire

### Le pavillon et le drame de Mayerling

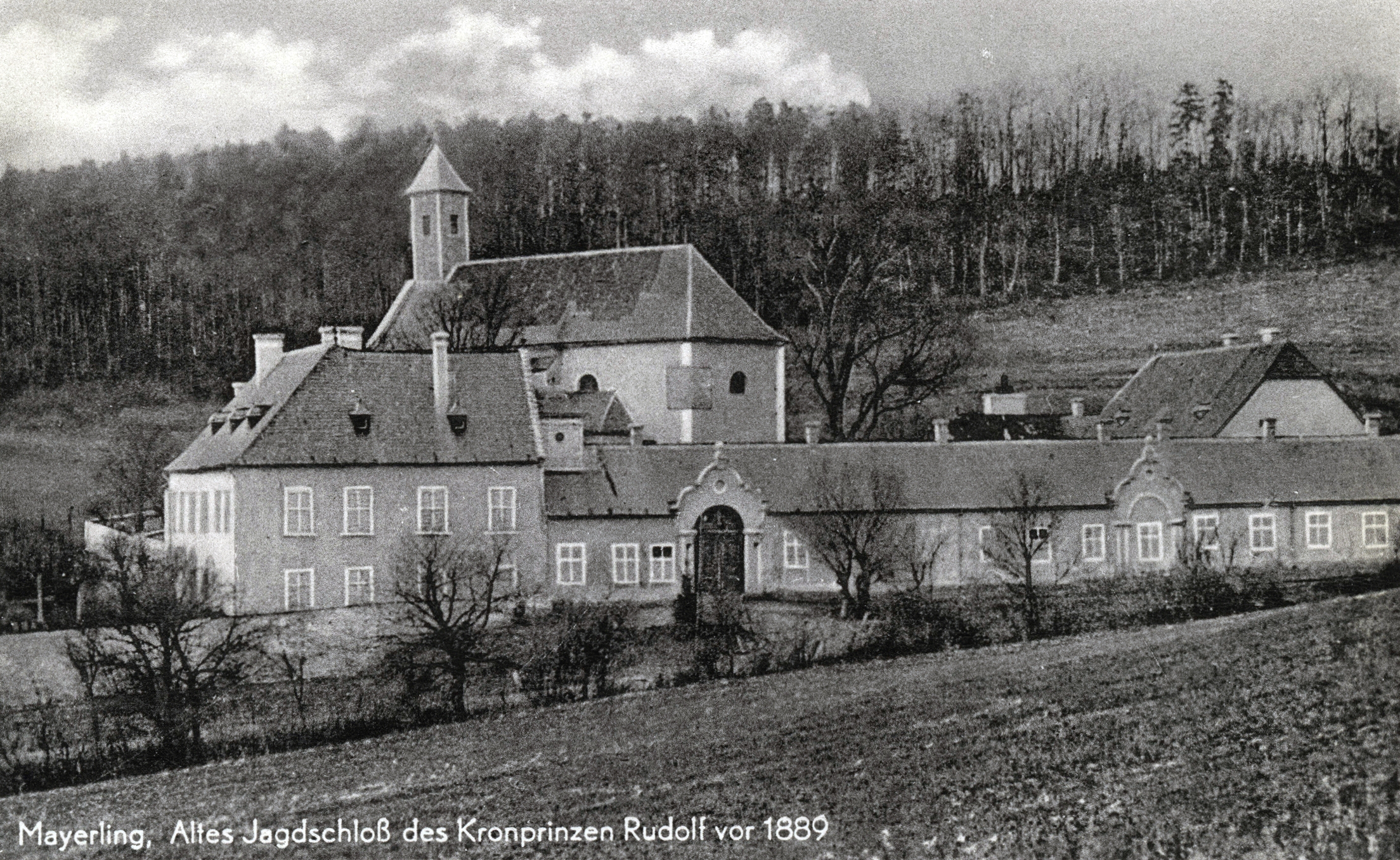
Pavillon de chasse de Mayerling, avant 1889.

Propriété depuis 1550 de l'abbaye de Heiligenkreuz, le manoir est acheté en 1886 par le prince héritier d'Autriche-Hongrie, Rodolphe, fils de l'empereur François-Joseph, qui le fait transformer en pavillon de chasse.
Au matin du 30 janvier 1889, Rodolphe et sa maîtresse Marie Vetsera sont retrouvés morts dans leur lit. Rodolphe aurait tiré avec une arme à feu sur Marie avant de se donner la mort, mais les circonstances exactes de ce drame demeurent mystérieuses. Marie Vetsera est enterrée au cimetière voisin d'Heiligenkreuz, cependant que Rodolphe est inhumé dans la crypte des Capucins à Vienne.

### Le carmel Saint-Joseph

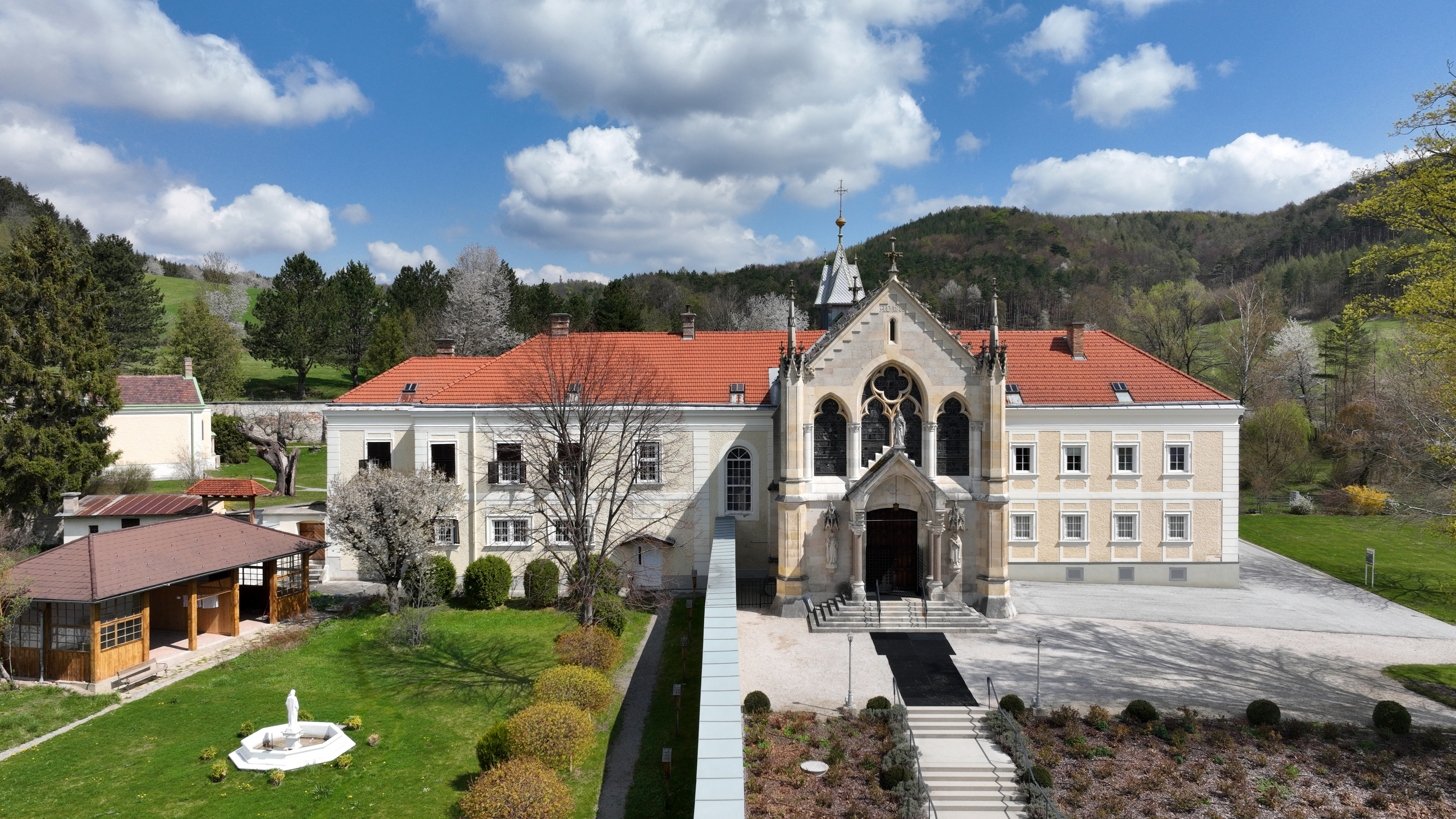
Le château et l'église

Peu après le drame, l'empereur fait détruire le pavillon et tout le mobilier qu'il contenait. Il décide de faire bâtir à sa place un monastère dont il confie les plans et les travaux à Heinrich Schemfil et Josef Schmalzhofer. L'ensemble s'élève autour d'une église dont l'autel se trouve à l'emplacement du lit où Rodolphe et Marie ont expiré. L'empereur crée une fondation dotée de 140 000 florins destinée à la construction des bâtiments et à l'entretien d'une communauté de carmélites déchaussées, chargées de prier pour l'âme du prince héritier. L'installation officielle des religieuses se tient le 15 décembre 1889.
En 1940, les sœurs sont expulsées de leur monastère par les nazis qui occupent les bâtiments. Lourdement endommagé par les combats en 1945, le carmel est reconstruit après la guerre et rendu à son usage initial.

## Sources
- (de) Cet article est partiellement ou en totalité issu de l’article de Wikipédia en allemand intitulé « Schloss Mayerling » (voir la liste des auteurs).
- Lars Friedrich: Mayerling - Chronik eines Dorfes 1136-1889-2008. Verlag BoD Norderstedt,  (ISBN 978-3-8334-9318-8)